# Die Politische Meinung
Die Politische Meinung ist eine Zweimonatsschrift mit der Selbstbezeichnung „für Politik, Gesellschaft, Religion und Kultur“. Sie wird von Bernhard Vogel und Norbert Lammert für die Konrad-Adenauer-Stiftung herausgegeben.
Sie gehört zu den traditionsreichen politischen Zeitschriften der Bundesrepublik. Der Soziologe und Politikwissenschaftler Norbert Seitz charakterisiert die Zeitschrift als „intellektuelles Flaggschiff im christdemokratischen Umfeld“. Sie kann als Programm- und Parteitheorieorgan der Christdemokratie, als „Beratungsorgan für politische Entscheider“ und Plattform der Meinungsbildung und Selbstverständigung für den Führungsnachwuchs der CDU begriffen werden. Sie gibt Wissenschaftlern und Intellektuellen die Möglichkeit, ihre Thesen in den parteiinternen Diskurs einzubringen.
Die CDU Konrad Adenauers war bereits 1945 gegründet worden. Sie ging als völlige Neugründung aus den Resten der katholischen Zentrumspartei, liberaler und nationaler Parteien der Weimarer Republik hervor. Zwar war sie in der Aufbauphase der Bundesrepublik mit ihrem pragmatischen Regierungsstil sehr erfolgreich. Ihr fehlte aber eine das inhaltliche Profil schärfende Theoriedebatte, um nicht als Honoratiorenpartei und „Kanzlerwahlverein“ dazustehen. Die Politiker, die hinter der Zeitschriftengründung standen, sahen die CDU als Programmpartei und Volkspartei, die über ihre Inhalte eine breite feste Mitgliedschaft gewinnen können sollte. Die CDU führte bereits harte weltanschauliche Auseinandersetzungen, zum Teil bedingt durch den Kalten Krieg und die Entscheidungen für Westbindung und Soziale Marktwirtschaft. Die Grundhaltung als bürgerliche Sammlung und überkonfessionelle, jedoch christlich positionierte „Union“, die sich gegen Sozialismus, Liberalismus, Nationalismus und andere Ideologien durchsetzen wollte, musste über die Regierungs-, Parlaments- und Kommunalpraxis hinaus entwickelt werden.
Die erste Ausgabe der Politischen Meinung erschien 1956. Gemäß dem Geleitwort der Erstausgabe will die Zeitschrift „alle brennenden Fragen der Zeit anpacken und sie über die Polemik und schnelle Bewertung des Tages hinaus zu grundsätzlicher Analyse und Stellungnahme heben.“ Otto Lenz, der unter anderem Staatssekretär im Bundeskanzleramt gewesen war, und Erich Peter Neumann, der Mitbegründer des Instituts für Demoskopie Allensbach, legten die Grundlagen für die Zeitschrift.
Langjährige Chefredakteure waren u. a. die Journalisten Ludolf Herrmann, Peter Hopen und Wolfgang Bergsdorf. Seit 2012 ist Bernd Löhmann, früherer enger Mitarbeiter von Bernhard Vogel, Chefredakteur der Zeitschrift.
Die seit 2014 zusätzlich erscheinenden Sonderausgaben der Politischen Meinung widmen sich zeitgeschichtlichen Themen und arbeiten die aktuellen Bezüge des historischen Geschehens heraus. Bisher erschienen:
- Das Erbe der Gewalt – Die Katastrophe des Ersten Weltkriegs[2]
- Das Wunder von Berlin – Der Mauerfall und wie er Deutschland bis heute verändert[3]
- Adenauer – Der bürgerliche Revolutionär[4]
- Martin Luther – streitbar und umstritten[5]
- Ludwig Erhard – Deutschlands größter Mutmacher
- Helmut Kohl – Für Deutschland. Für Europa

Im Januar 2016 lehnte die Zeitschrift einen vor dem Hintergrund der Europäischen Flüchtlingskrise bestellten Artikel des Althistorikers Alexander Demandt über die spätantike Völkerwanderung und den Untergang des Römischen Reichs ab, weil sie befürchtete, „er könne in der aktuellen politischen Situation missinterpretiert werden“. Der Artikel erschien daraufhin „in ungekürzter Länge“ in der Frankfurter Allgemeinen Zeitung und löste eine Debatte aus.